# Szukacz
Szukacz – nieistniejąca polska wyszukiwarka internetowa, funkcjonująca w latach 2001—2011. Została oparta w całości na polskim, autorskim rozwiązaniu programowym. Stworzona i uruchomiona za sprawą wydawnictwa Prószyński i S-ka przy osobistym zaangażowaniu Mieczysława Prószyńskiego. Prace związane z przygotowaniem do uruchomienia trwały od 1999 r.  Uruchomiona we wrześniu 2001 r. Od początku dedykowana była do indeksowania i wyszukiwania dokumentów w języku polskim, chociaż do indeksu dodawane były również dokumenty spoza domen „.pl”. Składała się z dwóch modułów: robota indeksującego i modułu wyszukiwania. 

## Historia
Prace nad tym projektem zaczęły się dwa lata wcześniej, w połowie 1999 r. W wersji usługi internetowej serwis ruszył z początkiem września 2001 r. Większość wyszukiwarek w tamtym czasie ( Google, AltaVista, Yahoo)  nie działała najlepiej w językach, które używają znaków diakrytycznych. W skrajnych przypadkach jak w przypadku wyszukiwarki Metacrawler wyniki w polskich słowach były pozbawione wszelkich znaków diakrytycznych. Wyszukiwarki wykazywały także niewielką świadomość zawiłości gramatyki języka polskiego. Rozwiązaniem tych problemów miało być uruchomienie wyszukiwarki Szukacz, która uwzględnia analizę morfologiczną. Wyszukiwarki w Polsce, które starały się być świadome morfologii, były już rozwijane, jednak napotkały trudności, ponieważ wyszukiwanie dawało zbyt wiele wyników i było zbyt wolne. Szukacz, podobnie jak inne analizatory morfologiczne, zwracał lematy a odpowiedź była relatywnie szybka. Wśród wszystkich wyszukiwarek tych, które w tamtym czasie obsługiwały język polski było tylko 12 pozycji, przy czym były to tylko 3 silniki wyszukiwania: netsprint, google i szukacz, uruchomione właśnie w tych 12 serwisach. Według badań Arkadiusza Podlaskiego, wyszukiwarka Szukacz wśród tych, które obsługiwały język polski, zajęła drugie miejsce pod względem uzyskiwanych odpowiedzi. Uplasowała się zaraz za Google, pomimo dużo skromniejszego indeksu zasobów. W 2006 r. w indeksie wyszukiwarki znajdowało się 26 milionów dokumentów z 524 000 stron w języku polskim a w Google w tym samym czasie około 500 razy więcej. W szczycie swojego rozwoju, pod koniec 2007 roku, Szukacz odpowiadał ze 115 milionów dokumentów w języku polskim pochodzących z miliona witryn (kolekcja „Polska”). Do połowy 2007 roku odpowiadał także z 45 milionów wyselekcjonowanych dokumentów w języku angielskim pochodzących z 2 milionów witryn (kolekcja „Świat” (tylko 4 procent pytań było skierowane do tej kolekcji). Pomimo lepszych wyników niż większość polskojęzycznych wyszukiwarek (Netsprint, Gooru) był odpowiedzialny tylko za 0.4% wyszukiwań.
Indeksy wykorzystywane do odpowiadania na pytania zadawane Szukaczowi były rozlokowane na 23 twardych dyskach, zamontowanych w 4 serwerach. Ten zestaw był zduplikowany na kolejnych 4 serwerach. W sumie cały system odpowiadający mieścił się na 10 serwerach. Kolejne trzy serwery służyły do zbierania danych i ich przetwarzania w postać indeksów.
Wyszukiwarka została zamknięta 1 listopada 2011 roku. Od tego czasu pod adresem serwisu dostępna jest tylko usługa mapowa. 

## Funkcje
Najważniejszą funkcjonalnością szukacza była poprawna obsługa polskojęzycznych dokumentów.  Można było wybrać jeden z trzech sposobów traktowania polskiej zawartości dokumentów: z polskimi znakami i polską fleksją, z polskimi znakami lecz bez polskiej fleksji, bez polskich znaków i bez. Funkcjonalności te były możliwe do osiągnięcia dzięki wykorzystywaniu tezaurusa dla języka polskiego oraz algorytmów rozpoznawania odmian słów w języku polskim. Wyszukiwanie z odmianą wyrazów wyróżniało go spośród całego rynku polskojęzycznych wyszukiwarek, bo oferował tę funkcję jako jedyny. Inną unikalną funkcją wyszukiwarki w tamtym czasie było pokazywanie daty ostatniej modyfikacji dokumentu (nie mylić z datą ostatniego indeksowania). W przeciwieństwie do konkurencji oferował jeden z mniejszych wyborów filtrów i kwalifikatorów (tylko AND, OR i site). W 2005 r.  Szukacz zintegrował wyszukiwarkę z lokalizatorem, by użytkownik miał możliwość wyszukiwania adresu bezpośrednio w tym samym serwisie. Dostawcą usługi map był serwis Targeo i Automapa. Szukacz dzięki temu zyskał dostęp do bazy  43 tys. miejscowości oraz 98 tys. ulic w 690 miastach. Za sprawą Targeo do map trafiły także opisy miejsc pochodzące z Wikipedii.